# Антониу Жозе Консейсан Оливейра
Анто́ниу Жозе́ Консейса́н Оливе́йра (порт. António José Conceição Oliveira), более известный как просто Тони (род. 14 октября 1946, Анадия, Авейру) — португальский футболист, играл на позиции полузащитника. По завершении игровой карьеры — футбольный тренер.
Выступал, в частности, за «Бенфику» и национальную сборную Португалии. Футболист года в Португалии (1972).

## Карьера игрока

### Клубная карьера
В профессиональном футболе дебютировал в 1965 году, выступая за команду «Академика», в которой провёл три сезона, но основным игроком не стал, приняв участие лишь в 19 матчах чемпионата.
9 июня 1968 года Оливейра перешёл в «Бенфику» за 1305000 эскудо. За лиссабонский клуб Тони выступал до завершения игровой карьеры. Большую часть времени, проведённого в составе «Бенфики», был основным игроком команды. За это время восемь раз завоёвывал титул чемпиона Португалии, пять кубков Португалии и один Суперкубок.
Также в течение 1977 года недолго на правах аренды защищал цвета американского клуба «Лас-Вегас Квиксилверс» в NASL.

### Выступления за сборную
12 октября 1969 года Тони дебютировал в официальных матчах в составе национальной сборной Португалии, соперником была Румыния, португальцы проиграла с минимальным счётом. В 1972 году Тони вместе с командой участвовал в Кубке независимости Бразилии, где Португалия в финале проиграла с минимальным счётом хозяевам турнира. В течение карьеры в национальной команде, которая длилась десять лет, провёл в форме Португалии 33 матча, забив один гол.

## Карьера тренера
Через год после ухода из спорта Тони стал ассистентом тренера в «Бенфике», последовательно работал со Свеном-Ёраном Эрикссоном, Палем Чернаи, Джоном Мортимором и Эббе Сковдалем. После увольнения последнего Оливейра был назначен главным тренером «орлов» в сезоне 1987/88 и стал с командой вице-чемпионом Португалии и финалистом Кубка европейских чемпионов, где лишь в серии пенальти проиграл ПСВ.
В следующем сезоне 1988/89 Тони выиграл 28-й национальный чемпионат для клуба, уступив лишь дважды в 38 играх чемпионата, после чего покинул клуб, но в ноябре 1992 года вернулся и выиграл Кубок Португалии 1993, а также ещё один чемпионский титул в 1994 году.

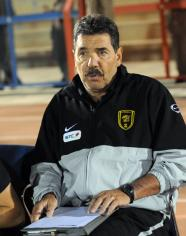
Тони во время работы с «Аль-Иттихадом»

Начиная с 1994 года, Тони провёл один год работы с французским «Бордо». Был уволен по окончании сезона из-за плохих результатов на внутренней арене. После этого летом 1995 года Тони возглавил «Севилью», но уже 15 октября того же года был уволен после домашнего поражения со счётом 0:3 от «Эспаньола».
В 1998—1999 годах Тони работал ассистентом своего соотечественника Карлуша Кейроша в сборной ОАЭ, а в декабре 2000 года в третий раз возглавил «Бенфику», где проработал один год.
В дальнейшем возглавлял китайский «Гуанчжоу Фули», и египетский «Аль-Ахли», с которым выиграл национальный Суперкубок в 2003 году, а с 2007 года стал работать с азиатскими клубами — саудовскими «Аль-Иттифак» и «Аль-Иттихад» и эмиратской «Шарджой».
В 2012 году Тони возглавил иранский клуб «Трактор Сази», главным тренером которого был с перерывами по декабрь 2015, выиграл Кубок Ирана сезона 2013/14.